# 赤津豊
赤津 豊（あかつ ゆたか）は、日本の男性漫画家・イラストレーター。
2000年にコミックガムにてデビュー。角川書店月刊ガンダムエースに「機動新世紀ガンダムX UNDER THE MOONLIGHT」を連載。現在は京都芸術大学専任講師をつとめる。2020年『マンガ創作塾 構想、描き方、見せ方まで』を著した。同人誌サークル暗黒通信団の構成員でありコミックマーケットにて特撮の最終回を予想するコピー誌（ニチアサ特撮最終回予想ダービー）を発行している。

## 作品リスト
- 「機動新世紀ガンダムX UNDER THE MOONLIGHT」（ガンダムエース連載）
- 「code fractal」（トイズプレス社TOYS誌連載）
- 「VOLTA」（Re:COMIX連載）
- 機攻特警スパルガイザー（原作：Cygames、スーパーバリザー：大張正己、『バーンブレイバーンA THE ANTHOLOGY』2024年[3]） - 『勇気爆発バーンブレイバーン』のアンソロジー寄稿作品。